# Navajeros
Navajeros, titulada Dulces navajas a Mèxic és una pel·lícula coproducció hispà-mexicana de 1980 dirigida per Eloy de la Iglesia. És considerada pionera del gènere denominat "cinema quinqui" que es va desenvolupar durant els anys 1980 a Espanya.

## Argument
El Jaro (interpretat per José Luis Manzano) és un jove delinqüent nascut a Villatobas (Toledo). D'origen humil, 1980 és un moment de difícil accés a l'ocupació. Espanya compta amb més d'un milió i mig d'aturats.
Per subsistir en aquesta difícil situació "El Jaro" i la seva banda no dubten a cometre robatoris i atracaments per tot Madrid per aconseguir diners de forma fàcil i ràpida. Donada la seva curta edat, "El Jaro" només té quinze anys, cada vegada que són capturats per la policia són tancats en el reformatori del que no triguen a escapolir-se per seguir cometent delictes.
Entre delictes Mercedes (Isela Vega), una prostituta entrada en anys, s'enamora d'"El Jaro" i l'acollirà a la seva casa per protegir-lo. Malgrat aquesta acció "El Jaro" li confessa que ell s'ha enamorat d'una noia més jove que ella. Mentre ell està a la presó la prostituta s'assabenta que ha deixat embarassada a la seva xicota. Quan aquest surt de la presó Mercedes els acull tots dos al seu apartament, on la convivència entre els tres es torna insuportable.
Escapant-se amb els seus amics en un vehicle robat, El Jaro és seguit per la policia que està seguint quatre terroristes. En l'enfrontament final, El Jaro i els seus amics s'escapen mentre la policia i els terroristes es maten. El Jaro decideix veure a la seva mare que està treballant els carrers com a prostituta. Els seus crims l'han fet cèlebre en l'inframon. Finalment, el Jaro és mort de dos trets poc després de néixer el seu fill.

## Repartiment
- José Luis Manzano com El Jaro
- Isela Vega com Mercedes
- Verónica Castro com Toñi
- Jaime Garza com El Butano
- Enrique San Francisco com El Marqués
- María Martín com Mare d'El Jaro
- José Sacristán com Periodista
- José Luis Fernández 'Pirri' com El Nene